# اودرکوارت
اودرکوارت (به آلمانی: Oederquart) یک شهر در آلمان است که در Nordkehdingen واقع شده‌است. اودرکوارت ۱٬۱۸۸ نفر جمعیت دارد.